# Albrecht Heise
Albrecht Heise (* 24. April 1907 in Danzig; † Januar 1998) war ein deutscher Sprach- und Literaturwissenschaftler.

## Leben
Heise studierte an den Universitäten München und Greifswald und wurde 1935 Gymnasiallehrer in Köln, wo er bis 1945 tätig war. In den Jahren 1936 bis 1938 nahm er außerdem eine Tätigkeit als Lektor in Marseille und Glasgow wahr.
Nach dem Zweiten Weltkrieg war er zunächst Übersetzer für die britischen Besatzungsbehörden. Er unterrichtete von 1948 bis 1950 Deutsch und Englisch an der Niedersächsischen Heimschule Iburg in Bad Iburg und wurde als Fachdozent für Didaktik des Englischen an die Adolf-Reichwein-Hochschule Celle berufen.
Als die Hochschule 1953 nach Osnabrück verlegt wurde, kam Heise als Professor für Anglistik und Didaktik der englischen Sprache und Literatur dorthin. An dieser Hochschule war er über 20 Jahre tätig und war auch Mitglied im Gründungssenat der Universität Osnabrück, der er bis zu seiner Emeritierung im Jahr 1974 angehörte.